# Olga Vasiliyevna Lepeshínskaya
Olga Vasílievna Lepeshínskaya, en ruso: Ольга Васильевна Лепешинская (Kiev, 15 de septiembrejul./ 28 de septiembre de 1916greg.-Moscú, 20 de diciembre de 2008) fue una bailarina y maestra de ballet soviética, nombrada Artista del Pueblo de la URSS en 1951.

## Infancia
Lepeshínskaya nació en una antigua familia noble polaca en Kiev, el Imperio ruso (ahora la capital de Ucrania). Su abuelo, Vasili Pávlovich Lepeshinski, fue arrestado como miembro de la organización revolucionaria Naródnaya Volia. Su padre, Vasili Vasílievich Lepeshinski, era un ingeniero ferroviario, uno de los constructores del ferrocarril oriental chino.
Desde los primeros años, Lepeshínskaya mostró talento en el baile y en 1925 fue admitida en la Academia estatal de coreografía de Moscú. Apareció por primera vez en el escenario del Teatro Bolshói a la edad de diez años como una de las pequeñas aves en el ballet La Hija de las Nieves. En 1932, interpretó el rol del Hada de Azúcar en el ballet El cascanueces.

## Bailarina principal
Lepeshínskaya se graduó de la Academia estatal de coreografía de Moscú y comenzó a trabajar en el Teatro Bolshói. Comenzó como Lise en el ballet La Fille mal gardée (Тщетная предосторожность, La Fille mal gardée) de Jean Dauberval. En 1935, interpretó el papel principal en el ballet  Los tres gordinflones basado en la novela de Yuri Olesha. El ballet se hizo muy popular y la bailarina de 18 años se hizo famosa.
Lepeshínskaya actuó en conciertos privados en el Kremlin de Moscú desde la edad de 17 años. Era muy amiga de Polina Zhemchúzhina, esposa de Viacheslav Mólotov. Fue un gran shock para ella cuando Zhemchúzhina fue encarcelada en el Gulag. Lepeshínskaya era conocida como la bailarina favorita de Iósif Stalin e incluso se rumoreaba que era su amante. En 1943, se afilió al Partido Comunista. 
Se casó con un general de inteligencia soviético del MGB, Leonid Rayjman (conocido como el asesor de Nikolái Kuznetsov). Fue arrestado el 19 de octubre de 1951 como presunto participante en el complot sionista fabricado en MGB. Lepeshínskaya afirmó que sus peticiones a Stalin salvaron la vida de su esposo. En marzo de 1953, después de la muerte de Stalin, Leonid Rayjman fue liberado, rehabilitado y nombrado jefe de la Comisión de Control de MVD. En agosto de 1953, fue arrestado nuevamente, esa vez por sus propias confesiones de casos criminales, torturas de reclusos y otras violaciones de la "Ley Socialista". Fue condenado a cinco años de prisión en agosto de 1956, pero amnistiado en noviembre de 1956. Desde entonces estuvo realizando un trabajo de investigación en astronomía.
En febrero de 1940, el Ballet Kírov en Leningrado realizó por primera vez su ballet Don Quijote con Lepeshínskaya como Kitri. El ballet fue un gran éxito. En 1941, cuando se estableció el Premio Stalin, Olga Lepeshínskaya fue una de las primeras galardonadas con el premio por su actuación en Don Quijote. En total, recibió cuatro premios Stalin.
Con el comienzo de la Gran Guerra Patria, Lepeshínskaya se convirtió en miembro de la brigada delantera del Teatro Bolshói. La brigada actuó cerca de las líneas del frente, en hospitales, en Moscú y en Sarátov. Fue miembro de la brigada hasta el final de la Segunda Guerra Mundial. Sus actuaciones cerca de los campos de batalla se filmaron en el documental soviético Kontsert - Frontu (Concierto para el frente) de 1941.
En 1942, se organizó el Comité Antifascista de la Juventud Soviética. Lepeshínskaya fue su vicepresidenta.
En 1943, interpretó a Assol en el estreno en el Bolshói del ballet Las velas rojas de Vladímir Yurovski. El 9 de mayo de 1945, día de la victoria de la Unión Soviética sobre el ejército nazi, estaba con su brigada de Bolshói con las tropas soviéticas en Varsovia. Al día siguiente recibió una invitación para actuar en la producción de Bolshói de Cenicienta. El ballet, estrenado el 21 de noviembre de 1945, fue el primer espectáculo de posguerra en el Bolshói. Lepeshínskaya ganó su segundo premio Stalin por esta actuación. Recibió su tercer premio Stalin por su actuación en Las llamas de París y el cuarto premio por el papel de Tao-Hoa en La amapola roja. En 1951, recibió el título de Artista del Pueblo de la URSS junto con Galina Ulánova.

## Maestra
Se casó con el general soviético Alekséi Antónov en 1956. En 1962, murió su marido. El shock nervioso fue tan fuerte que se quedó temporalmente ciega. Cuando su visión regresó, después de un año de tratamiento, se sintió inútil en el Teatro Bolshói o la Escuela Bolshói. Afortunadamente, encontró un lugar en la Ópera Cómica de Berlín donde trabajó como maestra de ballet durante diez años.
Después de esto, trabajó como capacitadora en diferentes compañías en todo el mundo. Durante treinta años se desempeñó como Presidenta de las competiciones de Ballet en Moscú. Fue presidenta de la Asociación Coreográfica Rusa (desde 1992) y Presidenta de los exámenes de ingreso en coreografía en la Instituto ruso de arte teatral (durante los últimos cincuenta años).
Ayudó al pintor Iliá Glazunov durante el inicio de su carrera (fue reprendida por organizar su primera exposición), por lo que declaró a Lepeshínskaya como su madrina en el arte.
Lepeshínskaya murió de un ataque al corazón el 20 de diciembre de 2008 en Moscú a la edad de 92 años.

## Honores y premios
- Orden al Mérito por la Patria: 
  - Clase 2 (28 de septiembre de 2006): contribuciones destacadas al desarrollo de la coreografía nacional y muchos años de trabajo fructífero.
  - 3ª clase (12 de septiembre de 1996): por su destacada contribución al desarrollo de la cultura nacional
- Orden de Lenin (1971)
- Orden de la Revolución de Octubre (1986)
- Orden de la Bandera Roja del Trabajo, dos veces (1951, 1966)
- Orden de la Insignia de Honor (1937)
- Medalla por la Defensa de Moscú
- Medalla por el trabajo valiente en la Gran Guerra Patria 1941-1945
- Artista del pueblo de la URSS (artes escénicas) (1951)
- Artista del pueblo de la URSS (artes escénicas) (1947)
- Artista de honor de la RSFSR (1942)
- Premios Stalin: 
  - 1.ª clase (1941) - por logros sobresalientes en el campo del ballet
  - 1.ª clase (1946) - para desempeñar los papeles del título en el ballet "Cenicienta" de Serguéi Prokófiev
  - 1.ª clase (1947) - por su actuación como Joan en el ballet "Las llamas de París" de Borís Asáfiev
  - 2.ª clase (1950) - por su actuación como Tao Hoa en el ballet "La amapola roja" de Reinhold Glière
- Gratitud del Presidente de Rusia (2005)
- Medalla al Trabajador Veterano
- Premio del Festival Mundial de la Juventud y los Estudiantes en Praga (1947)
- Premio "Soul Dance", revista "Ballet" en el "Maestro de Danza" (2000).
- Medalla Conmemorativa por el Centenario del Natalicio de Lenin "Por Trabajo Valiente"
- Orden de la Bandera, con diamantes (Hungría)